# Штурманський далекомір

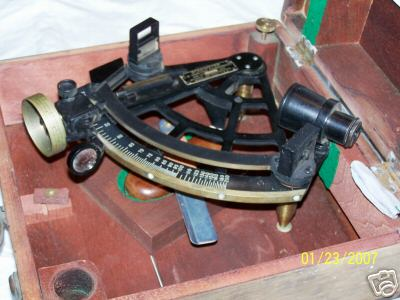
A handheld stadimeter

Штурманський далекомір або малий секстант — це оптичний прилад, для визначення відстані до об'єкта відомої висоти шляхом вимірювання кута між верхньою і нижньою точкою об'єкту, що спостерігається за допомогою пристрою. Він подібний до секстанта, тим що в пристрої використовуються дзеркала для вимірювання кута між двома об'єктами, але відрізняється тим, що має справу з висотою об'єкта. Він є одним з видів оптичних далекомірів, компактного розміру, і був ідеальним для ручного виконання або стаціонарного в перископі підводного човна. Штурманський далекомір можна вважати різновидом аналогово комп'ютера.